# Conductrice
 (janvier 2018).
Si vous disposez d'ouvrages ou d'articles de référence ou si vous connaissez des sites web de qualité traitant du thème abordé ici, merci de compléter l'article en donnant les références utiles à sa vérifiabilité et en les liant à la section « Notes et références ».
Une conductrice est, en génétique médicale, une femme hétérozygote pour une maladie récessive liée à l'X. Le terme « conductrice » est préféré à celui de « porteur sain » pour ce type de maladie, même s'ils ont un sens similaire.
On distingue les conductrices obligatoires, pour lesquelles on est certain de leur statut d'hétérozygote pour la maladie, et les conductrices potentielles. 

## Conductrice obligatoire
Les conductrices obligatoires sont :
- les femmes ayant eu plusieurs (au moins deux) garçons malades de la même maladie liée à l'X. On peut ainsi exclure la possibilité d'une mutation de novo ;
- les femmes ayant à la fois un frère et un fils malade ;
- une fille née d'un père malade. Le père a forcément transmis son chromosome X morbide.

## Conductrice potentielle
Les conductrices potentielles, en l'absence d'examen génétique permettant de déterminer leur statut, sont :
- la fille d'une conductrice ;
- la mère d'une conductrice ;
- la sœur d'une conductrice ;
- la descendance d'une sœur de conductrice ;
- la sœur d'un garçon malade ;
- la descendance d'une sœur d'un garçon malade.